# Flash (álbum de Rocket Punch)
Flash es el segundo álbum sencillo del grupo femenino surcoreano Rocket Punch. Fue publicado el 29 de agosto de 2022 a través de Woollim Entertainment, y contiene tres pistas, incluyendo su sencillo principal, también titulado «Flash».

## Antecedentes y lanzamiento
El 20 de agosto de 2021, Woollim Entertainment anunció a través de sus redes sociales oficiales que Rocket Punch lanzaría un nuevo trabajo musical el 29 de agosto de 2022, correspondiente a su segundo álbum sencillo bajo el título de Flash. El lanzamiento se realizaría cuatro meses después de su cuarto miniálbum titulado Yellow Punch.
Al día siguiente se publicó el cronograma de las distintas publicaciones del nuevo lanzamiento. El 21 y 22 de agosto se publicaron las primeras fotos conceptuales del nuevo álbum, mientras que el 23 de agosto fue publicado un pequeño adelanto de las canciones que conformarían el nuevo álbum sencillo.
El 25 de agosto se lanzó un vídeo promocional denominado «Prom Party», difundido a través de YouTube, mientras que el 26 y el 28 de agosto fueron lanzados los dos primeros teasers del vídeo musical de su sencillo principal titulado «Flash». El 29 de agosto de 2022 fue liberado el álbum junto con su nuevo sencillo homónimo.

## Lista de canciones
| CD / Descarga digital |              |                                           |                                           |                                           |          |  |
| N.º                   | Título       | Letras                                    | Música                                    | Arreglos                                  | Duración |  |
| 1.                    | «Flash»      | Beatie, Corbin (NEWTYPE), Wontaek (1Take) | Beatie, Corbin (NEWTYPE), Wontaek (1Take) | Beatie, Corbin (NEWTYPE), Wontaek (1Take) | 3:20     |  |
| 2.                    | «Moon Prism» | Perrie, RYVNG (Stupid Squad), Maynine     | Perrie, RYVNG (Stupid Squad), Maynine     | RYVNG (Stupid Squad), Maynine             | 3:21     |  |
| 3.                    | «Beep Beep»  | Seo.E                                     | Stardust                                  | Stardust                                  | 3:26     |  |
| 10:07                 |              |                                           |                                           |                                           |          |  |

## Historial de lanzamiento
| País          | Fecha                | Formato                       | Sello                          |
| ------------- | -------------------- | ----------------------------- | ------------------------------ |
| Corea del Sur | 29 de agosto de 2022 | CD Descarga digital streaming | Woollim Entertainment, Kakao M |